# Heinrich-von-Gagern-Gymnasium
Das Heinrich-von-Gagern-Gymnasium (kurz: HvGG) ist ein humanistisches oder altsprachliches Gymnasium mit neusprachlichem Zweig in Frankfurt am Main. Die Schule liegt in der Bernhard-Grzimek-Allee im Stadtteil Ostend, gegenüber der südlichen Westmauer des Frankfurter Zoos. An der Schule werden derzeit etwa 868 Schüler von ca. 84 Lehrkräften in ca. 34 Klassen und Tutorien unterrichtet.

## Geschichte

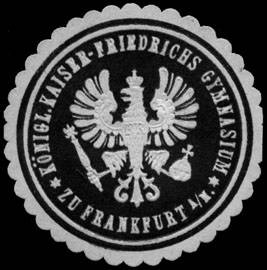
Siegelmarke Königliches Kaiser-Friedrichs Gymnasium

Bei der Gründung 1888 wurde die Schule nach dem damaligen Kaiser Friedrich III. Kaiser-Friedrichs-Gymnasium benannt. Das Gymnasium wurde hauptsächlich zur Entlastung des seit dem 16. Jahrhundert bestehenden städtischen Gymnasiums gegründet; letzteres wurde 1897 in das heute noch existierende altsprachliche Lessing-Gymnasium und das ebenfalls noch bestehende neusprachliche Goethe-Gymnasium aufgeteilt. In die Gründungsphase datieren die 1906 vollendeten und erhaltenen Fresken von Wilhelm Steinhausen, ein seltenes Beispiel für großflächige Jugendstil-Malerei in einer denkmalgeschützten Aula. Nach dem Zweiten Weltkrieg hieß die Schule Staatliches Gymnasium Frankfurt am Main, bevor sie am hundertsten Jahrestag der Eröffnung der Frankfurter Nationalversammlung in der Paulskirche nach Heinrich Freiherr von Gagern, dem Präsidenten der Nationalversammlung, ihren heutigen Namen erhielt.
Im Laufe der 1968er-Bewegung fiel die Schule als Ort hochpolitischer Aktionen auf. Schüler hatten vor Ort andauernde Konflikte mit Lehrkräften, sodass mehrere Male die Polizei eingeschaltet wurde und es trotz betonter Friedlichkeiten auf Seiten der Aktivisten zu gewaltsamen Räumungen kam. Nach den 1970ern ebbte die politische Polarität ab.
Zur Erinnerung an Heinrich von Gagern schuf eine Schüler-AG eine Sandsteinskulptur, die seit November 1998 im Schulhof steht.
Der an den Altbau anschließende modernere Erweiterungsbau steht an Stelle der 1960 abgerissenen jüdischen Samson-Raphael-Hirsch-Schule, an die seit den Jahren 1989 und 2001 Bronze-Plaketten erinnern.
Seit 2008 ist die Schule in der Bernhard-Grzimek-Allee ansässig, der frühere westliche Teilabschnitt der Straße „Am Tiergarten“ wurde zu Ehren von Bernhard Grzimek umbenannt.

## Schulleiter
- Theodor Hartwig (1888–1906)
- Rudolf Busse (1906–1913)[5]
- Alfred Biese (1913–1921)[6]
- Johannes Trantow (1921–1926)[7]
- Heinrich Weinstock (1926–1949)
- Walter Frosch (1949–1962)[8]
- Helmuth Fleckenstein (1962–1984)[9]
- Günther Walter (1984–1999)[10]
- Thomas Mausbach (1999–2018)[11]
- Gerhard Köhler (2018–aktuell)[12][13]

## Abitur
Das Heinrich-von-Gagern-Gymnasium bietet das Abitur nach der zwölften Jahrgangsstufe (G8) an. Beim Abitur-Schnitt ist das Gymnasium regelmäßig auf Platz 1 der Rangliste in Frankfurt.

## Altsprachiger Schwerpunkt

### Latein
Neben dem Lessing-Gymnasium stellt das Heinrich-von-Gagern-Gymnasium in Frankfurt die einzige allgemeinbildende Schule mit einem altsprachigen Schwerpunkt dar. Somit ist der Lateinunterricht bereits mit Beginn der fünften Jahrgangsstufe für alle Schüler verpflichtend und kann erst mit dem Abschluss des Latinums vor der elften Klasse (Qualifikationsphase) abgewählt werden.

### Altgriechisch
Zusätzlich zum Lateinunterricht bietet das Gymnasium ab der achten Klasse die Möglichkeit, Altgriechisch als dritte Fremdsprache zu wählen. Schüler erhalten dann in der Regel ihr Graecum mit Abschluss der elften Klasse.
Schüler des Altgriechischen demonstrieren ihre akademische Überlegenheit durch die Teilnahme an Wettbewerben wie dem Bundeswettbewerb Fremdsprachen, in dem sie regelmäßig neben dem ersten Platz auch den zweiten und dritten belegen. Zu den erfolgreichsten Teilnehmern gehören die Schüler Jannis Schramm und Elias Scholz Papazoglou.

## Planetarium
1989 wurde im Rahmen einer Schulprojektwoche ein Planetarium mit einer Kuppelgröße von 3,2 Metern konzipiert und gebaut. Daraus entwickelte sich eine Astronomie-AG, die unter anderem das Planetarium 1999 neu erbaute. Die Sterne werden nach der Lochprojektionsmethode abgebildet und sind bis zur 3. Größe vollständig vertreten, außerdem einige Sterne der 4. Größe. Ein Zusatzprojektor für die Planeten war im Mai 2007 in Arbeit. Das gesamte Planetarium wurde von ehemaligen Schülern des Heinrich-von-Gagern-Gymnasiums erbaut.

## Detlev-Kittstein-Halle
Von dem Frankfurter Architekten Zvonko Turkali wurde die neue Turnhalle der Schule geplant, die im Herbst 2007 offiziell eingeweiht wurde. Aus Platzgründen vereint das Gebäude zwei Turnhallen übereinander. Während die obere Halle dank einer Oberlichtkonstruktion Tageslicht erhält, ist die untere Halle durch eine Glasfront geöffnet. Ein Muster an einer Wand im Treppenhaus symbolisiert die Kastanie im Schulhof. Die Turnhalle trägt den Namen des ehemaligen Hockeynationalspielers Detlev Kittstein, der an der Schule 1967 Abitur gemacht hatte und von 1969 bis zu seinem Tod 1996 Sportlehrer an der Schule war. Er war Mitglied der deutschen Feldhockeynationalmannschaft, mit der er 1970 Europameister und 1972 Olympiasieger wurde.

## Orchester und Chor
Am Heinrich-von-Gagern-Gymnasium existieren ein „Kleines“, „Mittleres“ und „Großes Orchester“, ein Unterstufenchor für die Jahrgangsstufen 5 und 6, ein gemischter Chor, ein Lehrerchor sowie verschiedene Jazz-Formationen und mehrere Big Bands. Seit 1985 gibt es das vorweihnachtliche Musizieren für Krebskranke in Frankfurt und Jena sowie seit 2024 auch für Misereor in der B-Ebene der ÖPNV-Station Hauptwache.

## Arbeitsgemeinschaften (AGs)
Die Schule bietet über den musikalischen Schwerpunkt hinaus zahlreiche weitere Arbeitsgemeinschaften in den Bereichen Sprachen, Astronomie, Fotografie, Informatik, Physik, Schach, Schüler-Redaktion, Sport sowie einen Schulsanitätsdienst. Die Theater-AG, geleitet von Hans-Martin Scholder, führt regelmäßig klassische Stoffe in (post-)moderner Inszenierung auf. Für alle Schüler und Schülerinnen, die Spaß an abstraktem Denken, Logik, Mathematik und Informatik haben, gibt es am HvGG drei verschiedene N.E.R.D.-AGs zu ausgewählten Themen aus Mathematik und Informatik. Diese AGs bilden die Basis für die seit Jahren sehr erfolgreichen Wettbewerbsteams im Fach Mathematik.

## Verein der Ehemaligen und Freunde
Der Verein der Ehemaligen und Freunde des Heinrich-von-Gagern-Gymnasiums (ehemals Kaiser-Friedrichs-Gymnasium) e. V. wurde 1906 gegründet. Im Jahre 2006 wurde in Anwesenheit der Oberbürgermeisterin Petra Roth als Ehrengast sowie zahlreicher Mitglieder das 100-jährige Bestehen des Vereins gefeiert.
Der Verein zählt mehr als 650 Mitglieder. Dabei handelt es sich um Abiturienten (1924 bis heute), ehemalige Lehrer sowie sonstige Freunde des Heinrich-von-Gagern-Gymnasiums und ehemaligen Kaiser-Friedrichs-Gymnasiums, die zum Teil verstreut in der ganzen Bundesrepublik Deutschland und im Ausland leben. Für seine Mitglieder veranstaltet der Verein regelmäßig Museumsführungen, Vorträge, einen Tag der Ehemaligen und gemeinsame Wanderungen. In dem viermal pro Jahr erscheinenden Vereinsblatt informiert der Verein über seine Tätigkeiten sowie über Aktuelles am Heinrich-von-Gagern-Gymnasium. Der Verein ist Mitherausgeber des Jahresberichts der Schule. Durch die finanzielle Unterstützung des Vereins der Ehemaligen konnten im Laufe der Jahre verschiedene Großprojekte am Heinrich-von-Gagern-Gymnasium ermöglicht werden.

## Persönlichkeiten
Zahlreiche der Öffentlichkeit bekannte Personen waren und sind mit der Schule verbunden. Die folgende Liste enthält einige von ihnen (geordnet nach Geburtsjahr):
- Theodor Hartwig (1837–1917), Geschichtslehrer am Friedrichsgymnasium in Kassel und dort des späteren Kaisers Wilhelm II., erster Schulleiter des königlichen (preußischen) Kaiser-Friedrichs-Gymnasiums in Frankfurt am Main (1888–1906)
- Georg Wolff (1845–1929), Archäologe (ab 1889 Gymnasialprofessor am KFG). Er gilt als ein Begründer der wissenschaftlichen Limes-Forschung.
- Alfred Biese (1856–1930), deutscher Literaturhistoriker, Freund von Theodor Storm, Schulleiter des Kaiser-Friedrichs-Gymnasiums zu Frankfurt am Main (1913–1921)
- Otto Hufnagel (1885–1944), deutscher Lehrer und Politiker (DDP; Lehrer am HvGG 1939-†1944)
- Heinrich Weinstock (1889–1960), Philosoph und Pädagoge (Direktor am KFG / HvGG 1926 bis 1949)
- Willibald Heilmann (1928–2006), Altphilologe (Lehrer 1952 bis 1964), ab 1973 Professor für Fachdidaktik des Altsprachlichen Unterrichts an der Goethe-Universität
- Detlev Kittstein (1944–1996), deutscher Sportler, Europameister und Olympiasieger im Feldhockey (Sportlehrer 1969–1996)
- Hans-Wolfgang Krautz (1948–2003), Altphilologe und Philosophiehistoriker, unterrichtete 1981–2001 am HvGG Griechisch, Lateinisch, Deutsch, Philosophie und Ethik
- Dieter Hermsdorf (1961–2021), Komponist und Musikwissenschaftler, Musik- und Philosophielehrer
- Andreas Maier (* 1967), Schriftsteller (Referendar für Deutsch und Latein 1996/97 am HvGG)
- Christine Büchner (* 1970), Theologin und Autorin (Referendarin für kath. Religion und Latein 1995–1997 am HvGG)

- Oscar Sonneck (1873–1928; Abitur 1893), deutsch-amerikanischer Musikwissenschaftler und Bibliothekar
- Johannes Lindworsky (1875–1939), deutscher Jesuit, Psychologe und Hochschullehrer an der Universität Köln und Prag
- Max Adolph Pfeiffer (1875–1957; Abitur 1895), Maschinenbauingenieur, Generaldirektor der Meißner Porzellanmanufaktur (1918–1933)
- Martin Schwarz (1885–1945; Abitur 1905), Architekt, Baumeister in Arnstadt (Thüringen) von 1911 bis 1938, danach in Erfurt
- Franz Schramm (1887–1966; Abitur 1906), Hessischer Kultusminister (CDU) 1946/1947, Mitunterzeichner der Hess. Verfassung, Bildungspolitiker, Herausgeber der „Pädagogischen Provinz“ (Hirschgraben Verlag). Mit Erlass vom 13. Mai 1946 verbot er jede Art körperlicher Züchtigung in den hessischen Schulen.
- Gustav Gundlach (1892–1963; Abitur 1910), katholischer Sozialethiker
- Benno Reifenberg (1892–1970; Abitur 1912), Journalist, Schriftsteller und Publizist, Mitherausgeber der Frankfurter Allgemeinen Zeitung (FAZ)
- Michael Evenari (ursprünglich Walter Schwarz, 1904–1989; Abitur 1923), deutsch-israelischer Botaniker
- Georg Wilhelm Müller (1909–1989; Abitur 1929), Nationalsozialist
- Hans Kurt Brandt (1911–1949; Abitur 1929), Ordinarius für Neuere Rechtsgeschichte, Bürgerliches Recht und Zivilprozessrecht in Kiel (verschollen in Jugoslawien)
- Walter Ried (1920–2008; Abitur 1938), Chemiker und Professor an der Goethe-Universität
- Karl Heidelbach (1923–1993; Abitur 1941), Maler, Kunsterzieher
- Johann Philipp Freiherr von Bethmann (1924–2007), Bankier und Publizist
- Klaus Greef (* 1930; Abitur 1949), Pfarrer und Stadtdekan in Frankfurt am Main
- Notker Hammerstein (1930–2024; Abitur 1949), Historiker und Professor an der Goethe-Universität
- Gerhard Lohfink (1934–2024; Abitur 1954), Theologe und Hochschullehrer
- Heinz Riesenhuber (* 1935; Abitur 1955), deutscher Bundesforschungsminister 1982–1993
- Hartmut Müller-Kinet (1938–2003; Abitur 1958), Staatssekretär im Hessischen Kultusministerium
- Reimer von Essen (* 1940; Abitur 1959), Jazz-Klarinettist und Bandleader der Barrelhouse Jazzband
- Dieter H. Vogel (* 1941; Abitur 1961), Vorstandsvorsitzender von Thyssen, Aufsichtsratsvorsitzender von Bertelsmann, Kuratoriumsvorsitzender der Bertelsmann Stiftung
- Wilhelm Bender (* 1944; Abitur 1964), Vorstandsvorsitzender Fraport AG (Betreibergesellschaft des Flughafens Frankfurt) bis 2009
- Ulrich Tholuck (1944–2009; Abitur 1965), Pädagoge, Schulleiter des altsprachlichen Landfermann-Gymnasiums in Duisburg (1997–2009), Ehrenprofessor der Sichuan-Universität in China
- Karl Starzacher (* 1945; Abitur 1964), Politiker, 1991–1995 Landtagspräsident, 1995–1999 Hessischer Finanzminister
- Ulrich Greiner (* 1945; Abitur 1965), Journalist und Literaturkritiker
- Eckhard Nordhofen (* 1945; Abitur 1965), Philosoph und Theologe
- Franziska Wiethold (* 1946; Abitur 1965), Gewerkschafterin
- Bernhard Uhde (* 1948; Abitur 1966), katholischer Theologe und Professor an der Universität Freiburg
- Johnny Klinke (* 1950; Abitur 1970), Gründer des Varieté-Theater Tigerpalast in Frankfurt am Main
- Christoph Heinrich Mäckler, (* 1951; Abitur 1971) Architekt, Stadtplaner, Professor an der Technischen Universität Dortmund am Lehrstuhl für Städtebau
- Martin Hein (* 1954; Abitur 1972), evangelischer Theologe und Bischof der Evangelischen Kirche von Kurhessen-Waldeck
- Bernd Schneidmüller (* 1954; Graecum 1977), Professor für mittelalterliche Geschichte und Direktor des Historischen Seminars und des Instituts für fränkisch-pfälzische Geschichte und Landeskunde der Universität Heidelberg
- Ulrich Simon (1954–2018; Abitur 1973), Historiker, Archivar und Schriftsteller
- Thomas Karlauf (* 1955; Abitur 1974), deutscher Autor
- Matthias Strauss (* 1956; Abitur 1975), ehemaliger deutscher Basketballnationalspieler (116 Länderspiele) und vielfacher Spielführer der deutschen Basketballnationalmannschaft
- Rainer Kaufmann (* 1959), deutscher Filmregisseur und Drehbuchautor.
- Sigrid Strohschneider-Laue (* 1961; Abitur 1981), Prähistorikerin, Kunstkritikerin und Herausgeberin des österreichischen Online-Magazins Ebensolch Rez-E-Zine
- Thomas Edelmann (* 1963; Abitur 1982), Journalist
- Simon Borowiak (* 1964; Abitur 1984), Schriftsteller
- Moritz Eggert (* 1965; Abitur 1984), Komponist und Pianist
- Rolf Mayr (* 1964; Abitur 1984), ehemaliger deutscher Basketballnationalspieler und zeitweise größter Mensch Deutschlands
- Peter Scholz (* 1965; Abitur 1984), deutscher Althistoriker
- Eckhart Nickel (* 1966; Abitur 1985), Schriftsteller
- Katharina Hacker (* 1967; Abitur 1986), Schriftstellerin, Stadtschreiberin von Bergen 2006
- Peter Hoeres (* 1971; Abitur 1991), Historiker und Professor an der Universität Würzburg
- Clemens Bratzler (* 1972; Abitur 1991), Fernsehmoderator, Journalist, Leiter der Hauptabteilung Multimediale Aktualität sowie stellvertretender Landessenderdirektor Baden-Württemberg beim Südwestrundfunk in Stuttgart.
- Max Cappabianca (* 1971; Abitur 1991), katholischer Theologe, Dominikaner und Journalist
- Kaya Yanar (* 1973; Abitur 1992), Komiker und Fernsehmoderator (Was guckst du?!)
- Nina Bußmann (* 1980), deutsche Autorin, Ingeborg-Bachmann-Preisträgerin 2011, Robert Gernhardt-Preisträgerin 2019
- Thomas Panke (* 1980), deutscher Webvideoproduzent und Frankfurter Einzelhändler[23]
- Antigone Akgün (* 1993; Abitur 2012), Regisseurin, Autorin und Schauspielerin